# Jean Mathieu Séras
Jean Mathieu Séras (Osasio, 16 aprile 1765 – La Tronche, 14 aprile 1815) è stato un generale italiano naturalizzato francese. Fu attivo durante le guerre rivoluzionarie francesi e le guerre napoleoniche. Il suo nome è inciso sotto l'Arco di Trionfo di Parigi. 

## Biografia

### Gli inizi e le guerre rivoluzionarie francesi
Nacque ad Osasio, nel Regno di Sardegna, nel 1765. Entrò nel Reggimento Piemonte come cadetto, poi trasferito alla prima compagnia delle Guardie del corpo del Re di Sardegna e infine come tenente nel Reggimento di Tortona. L'8 agosto 1791 disertò dal servizio militare nel Regno di Sardegna e si arruolò nell'esercito francese, all'interno della legione allobroga, in qualità di sottotenente. Promosso ad aiutante-maggiore nell'ottobre dello stesso anno; nel 1792 divenne capitano dei carabinieri della sua legione. In questo periodo fu impiegato all'interno dell'Armata delle Alpi, dove prese parte ad un'azione sul Piccolo San Bernardo, venendo ferirto. Promosso a capobattaglione dal generale Dugommier nel settembre dello stesso anno, fu inviato a Tolone, dove fu ferito da quattro pallottole durante la presa della ridotta della "Piccola Gibilterra". Spostatosi nell'Armata dei Pirenei orientali, sotto il comando del generale Augereau, fu ferito ad un tallone nel corso di alcuni scontri a Sant Llorenç de la Muga nel maggio 1794 e alla spalla sinistra a Ripoll il mese successivo.
Nel 1795 fu trasferito nell'Armata d'Italia, dove combatté nuovamente sotto Augereau a Ceva, venendo ferito. Al termine del conflitto, rimase nella penisola, ricevendo una promozione ad aiutante generale dal generale Joubert negli ultimi giorni del 1798. Messo a capo dello stato maggiore del generale Grouchy, prese parte alla seconda battaglia di Marengo nel giugno 1799. Con l'arrivo di Championnet, venne temporaneamente promosso a generale di brigata ad agosto, mentre nei mesi successivi fu sottoposto al comando dei generali Lemoine e Clauzel. Nel 1800, in occasione dell'invasione della Liguria da parte delle forze austriache, era sotto il comando dell'ala sinistra del generale Suchet. Combatté a Melogno, a Murialdo e sul monte San Giacomo in aprile, seguendo la ritirata dell'esercito verso il Var. Rimasto nel quartiere generale dell'armata per tutto il 1800, fu confermato come generale di brigata nel marzo 1801 e venne lui concesso il ritorno in Francia nel giugno seguente. Impiegato nella 7ª divisione militare, fu trasferito nell'ottobre 1802 nell'Armata d'Helvetia sotto il generale Ney e nel giugno 1803 fu affidato lui il comando di una brigata a Bruges sotto il generale Davout. Fu ammesso all'interno della Legion d'Onore l'11 dicembre 1803 e ne divenne commendatore il 14 giugno 1804.

### L'impero e la morte

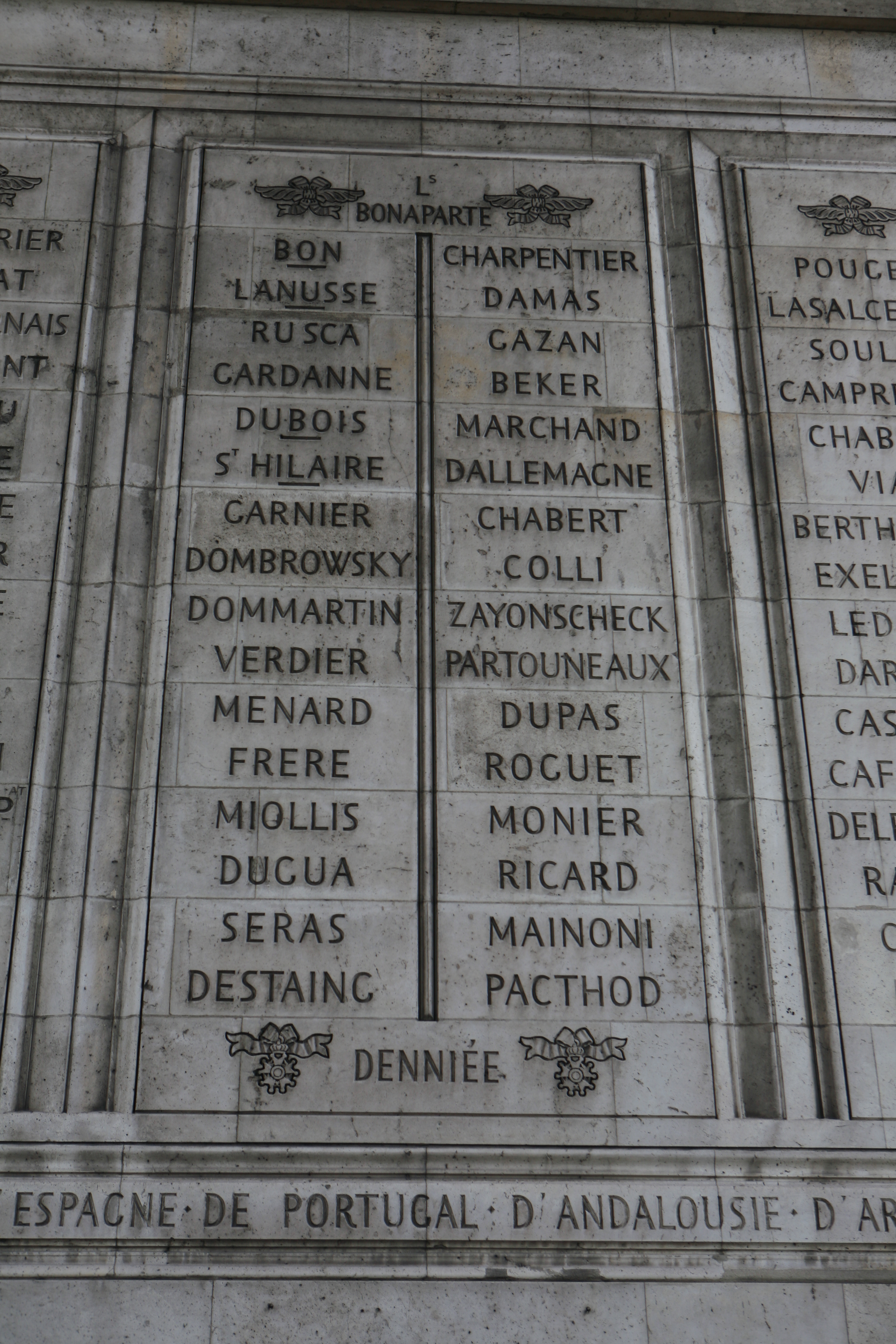
Pilastro Sud dell'Arco del Trionfo. In basso, il nome Seras

Nel 1805, poco prima dello scoppio della guerra della Terza coalizione, fu promosso a generale di divisione. Aggregato all'armata d'Italia del maresciallo Massena, guidò la 5ª  divisione di fanteria del suo corpo d'armata. Occupò Bassano il 6 novembre, Trieste due settimane dopo e per tutta la prima parte del 1806 si dedicò all'occupazione dell'Istria e del Friuli, prima sotto il comando di Massena e poi sotto quello di Eugenio di Beauharnais, essendo stato trasferito al 6° Corpo della Grande Armée. Dopo un brevissimo trasferimento all'Armata di Napoli tra settembre ed ottobre 1806, fece ritorno in Friuli. Il 23 dicembre 1807 fu nominato Cavaliere dell'Ordine della Corona Ferrea. Nel 1809 venne messo a capo della 1ª divisione di fanteria dell'Armata d'Italia qualche settimana prima dello scoppio della guerra della Quinta coalizione. Combatté contro l'armata dell'arciduca Giovanni a Sacile e a Soave, venendo anche ferito nel corso di quest'ultimo scontro. Il 5 maggio riprese Vicenza, il 7 prese il forte di Pradel, il 25 prese parte alla battaglia di Sankt Michael. Dopo aver preso le città di Leoben e Bruck, combatté a Raab, per poi dirigersi verso Vienna ed unirsi al resto dell'esercito sotto Napoleone. Non partecipò alla battaglia di Wagram perché fu gravemente ferito alla vigilia dello scontro. Comunque, per il valore dimostrato ed i meriti acquisti nel corso della campagna, venne elevato a Grand'Ufficiale della Legion d'Onore nel luglio 1809 e a Conte dell'Impero nel novembre dello stesso anno.
Nel gennaio 1810 venne incaricato di organizzare la retroguardia dell'Armata di Spagna, riunitasi ad Orléans. Due mesi dopo venne inviato nella penisola iberica al comando di questa divisione, operando come sottoposto del generale Junot: prima difese la provincia di Léon e poi conquistò il forte di Puebla de Sanabria. Nel giugno del 1811 fu inviato nell'armata del generale Kellerman. Nei primi giorni del 1812 tornò in Francia sotto congedo, ma venne quasi subito assegnato al comando di Glogau in Polonia. Spostato al comando della divisione di riserva dell'armata di Augereau in Germania in giugno, ottenne un congedo per malattia in luglio e fu sostituito, pur rimanendo a disposizione del ministero della Guerra. Nel marzo 1813 fu inviato in Italia, ottenendo nell'ottobre seguente il comando di Venezia, città che difese per i seguenti mesi dall'assedio delle forze anglo-austriache. Dopo la convenzione di Schiarino-Rizzino, fece entrare il 20 aprile le forze della Coalizione in città, evacuando il resto della guarnigione entro il 1° maggio. Tornato in Francia nei mesi seguenti, venne prima tolto dal servizio attivo e poi ammesso al pensionamento nel dicembre 1814. Morì il 14 aprile 1815, qualche mese dopo aver ricevuto il titolo di Cavaliere dell'Ordine di San Luigi.